# Emmentaler Nachrichten
Die Emmentaler Nachrichten (bis 1914 Emmenthaler Nachrichten) waren von 1883 bis 1977 eine Regionalzeitung im Schweizer Kanton Bern und ein Vorläufer der heute noch erscheinenden Berner Zeitung.
Das Blatt erschien erstmals am 26. Dezember 1883 in Münsingen. 1889 erwarb der Münsinger Verleger Burkhard Fischer die Zeitung, die seit 1891 in einem eigenen Gebäude am Dorfplatz gedruckt wurde und über vier Generationen im Eigentum der Familie Fischer blieb.
Neben lokalen und regionalen Ereignissen griff die Zeitung stets auch nationale und ausländische Themen auf. Die während des Zweiten Weltkriegs ausführliche Berichterstattung über Deutschland erfolgte unter dem damaligen Chefredaktor Oskar Beer nie negativ, sondern betont neutral, was einen starken Leserschwund zur Folge hatte. Beliebt war dagegen die seit 1893 erscheinende wöchentliche Beilage «Feierabend», deren «sittlich-religiöse Erzählungen» sich nach Absicht des Verlegers an «die Hausfrau mit ihren erwachsenen Töchtern» richteten.
1959 wurde die Zeitung in Bernische Tages-Nachrichten umbenannt und hiess später nur noch Tages-Nachrichten. 1977 fusionierte sie mit der Berner Zeitung aus Langnau zu den Berner Nachrichten, und diese schlossen sich 1979 mit dem Berner Tagblatt zur heute noch erscheinenden Berner Zeitung zusammen.
Das Archiv der Emmentaler Nachrichten wird im Museum Münsingen verwahrt.